# Медаль «За службу в Антарктике» (США)
Медаль «За службу в Антарктике» (англ. Antarctica Service Medal) — государственная награда вооружённых сил США, вручаемая Министерством обороны за участие в экспедициях и обеспечении работ, проводимых в Антарктике после 1 января 1946 года.
Медалью награждаются военнослужащие армии США, американские граждане и иностранцы (в этих случаях допустимо ношение наградного значка на гражданской одежде), проведшие в Антарктике (континент к югу от 60-й параллели южной широты, согласно договору об Антарктике) от 15 до 30 дней. Для лётных экипажей, осуществляющих транспортные миссии, каждый полёт, совершённый в течение 24 часов, приравнен к одному дню службы.

## История
Медаль «За службу в Антарктике» учреждена Конгрессом США (86-го созыва) 7 июля 1960 года. Задуманная, как военная награда, медаль должна была заменить несколько памятных знаков за экспедиции на Антарктиду в период с 1928 по 1941 годы, после её учреждения были упразднены: медали 1-й (англ. 1st Byrd Antarctic Expedition Medal и 2-й Антарктических экспедиций Бэрда (англ. 2nd Byrd Antarctic Expedition Medal), медаль Антарктической экспедиции США (англ. United States Antarctic Expedition Medal).

## Описание
На аверсе медали (диаметр — 32 миллиметра) изображён во весь рост полярник, слева и справа от которого (по горизонтали) надпись: «ANTARCTICA SERVICE» (рус. За службу в Антарктике). На реверсе контурное изображение земного шара, и надпись по нему (каждое слово с новой строки): «COURAGE; SACRIFICE; DEVOTION» (рус. Храбрость, жертвы, преданность).

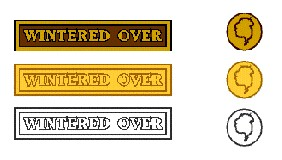
Подвеска для ленты и значок для гражданской одежды: градация по количеству зимовок.

Лента (общая ширина — 3,492 см) голубая, по краям — чёрные полосы (каждая 0,476 см; отношение к общей длине символизирует пять месяцев ночи), посредине — белая, с плавным переходом от центра к краям через сочетание светло-серого и лазоревого к голубому цвету.
Подвеска для ленты (ширина 3,176 см, высота 0,635 см) с надписью Wintered over (рус. Зимовал над, то есть согласно договору об Антарктике южнее 60-й параллели южной широты) и значок для ношения на гражданской одежде (диаметр 0,794 см, с изображённым контуром континента) имеют разграничения по цвету: бронзовый — для первой зимы, золотой и серебряный для второй и третьей соответственно.